# Матей Крайчік
Матей Крайчік (словац. Matej Krajčík, нар. 19 березня 1978, Тренчин) — словацький футболіст, що грав на позиції захисника.

## Клубна кар'єра
Розпочав грати у футбол на батьківщині у клубах «Сениця» та «Малацкі», а 1997 року відправився до Чехії, де тривалий час грав у другому дивізіоні за клуби «Фрідек-Містек», «Вітковіце» та «Ксаверов».
На початку 2003 року перейшов у клуб вищого дивізіону Чехії «Славія», втім основним гравцем не став і за півтора року зіграв лише 3 гри у чемпіонаті. В результаті наступний сезон 2004/05 провів на правах оренди у клубах «Вікторія» (Жижков) та «Динамо» (Чеські Будейовиці).
Після повернення до «Славії» таки зумів стати основним гравцем і відіграв за празьку команду наступні три сезони своєї ігрової кар'єри. Більшість часу, проведеного у складі «Славії», був основним гравцем захисту команди і у сезоні 2007/08 виборов з командою титул чемпіона Чехії.
У січні 2009 року підписав контракт на 2,5 роки з італійською «Реджиною», втім за підсумками першого ж сезону команда зайняла передостаннє місце і вилетіла з Серії А, а Матей покинув клуб і незабаром повернувся до «Славії», де провів ще один сезон.
Після цього по сезону грав за інші чеські клуби «Яблонець» та «Динамо» (Чеські Будейовиці), але на поле виходив вже не так часто.
Завершив професійну ігрову кар'єру 2013 року у клубі «Сениця», де і розпочинав кар'єру.

## Виступи за збірну
16 листопада 2005 року дебютував в офіційних іграх у складі національної збірної Словаччини у матчі проти Іспанії (1:1). Протягом кар'єри у національній команді, яка тривала 5 років, провів у формі головної команди країни 18 матчів.

## Титули і досягнення
- Чемпіон Чехії (1):

«Славія»: 2007–08